# Nemesia arboricola
Nemesia arboricola är en spindelart som beskrevs av Pocock 1903. Nemesia arboricola ingår i släktet Nemesia och familjen Nemesiidae.
Artens utbredningsområde är Malta. Inga underarter finns listade i Catalogue of Life.